# Клодницький Володимир
о. Клодницький Володимир (нар. 8 квітня 1891, Хотимир, нині Обертинська селищна громада, Івано-Франківська область — 2 квітня 1973, м. Ньюарк, США) — український православний священик, громадський і церковний діяч, письменник-мемуарист, сотник УГА.

## Життєпис
Народився 8 квітня 1891 року у селі Хотимир Товмацького повіту (Галичина). Закінчив Коломийську гімназію, навчався у Львівському та Віденському університетах. Закінчив Віденський університет, здобув докторат політичних наук.
У роки 1-ї світової війни служив в австрійській армії, у званні поручника в 29 гарматному полку польової артилерії. Брав участь у боях на російському фронті. 
Вступив до УГА, командував батареєю в Сокальській бригаді. В серпні 1919 року в подільському містечку Хмільник щасливо відвернув неминучий погром євреїв. В листопаді 1919 р. його призначили комендантом групи "Північ". Як свідчив активний учасник визвольних змагань Никифор Гірняк, кандитатура В.Клодницького розглядалася Вінницьким ревкомом на командувача УГА. 
В 1922 р. вступив до Віденського університету, який успішно закінчив  з дипломом доктора політичних наук. 
У 1925 році емігрував до США. У 1930 році став священиком, був парохом у Скрентоні, Норт-Гемптоні, Байоні, Ньюарку. 
Лише у 1960 році події в Хмільнику привернули увагу діячів Антидифамаційної Ліги. 10 квітня 1962 р. він був урочисто вшанований за його мужність, любов до справедливості і до єврейського народу почесним дипломом "Смолоскип Свободи". Великий інтерес до вшанування священника висловив президент Ізраїлю Бен-Цві. Події у невеликому містечку розглядалися в Палаті Представників та Сенаті США. «Друг євреїв та людства», як назвав його д-р Й.Ліхтер, помер 23 червня 1973 р. в Нюарку.

## Творчий доробок
Автор спогадів «Галицька залога в Хмельнику і Українська Крайова Рада».